# Софа

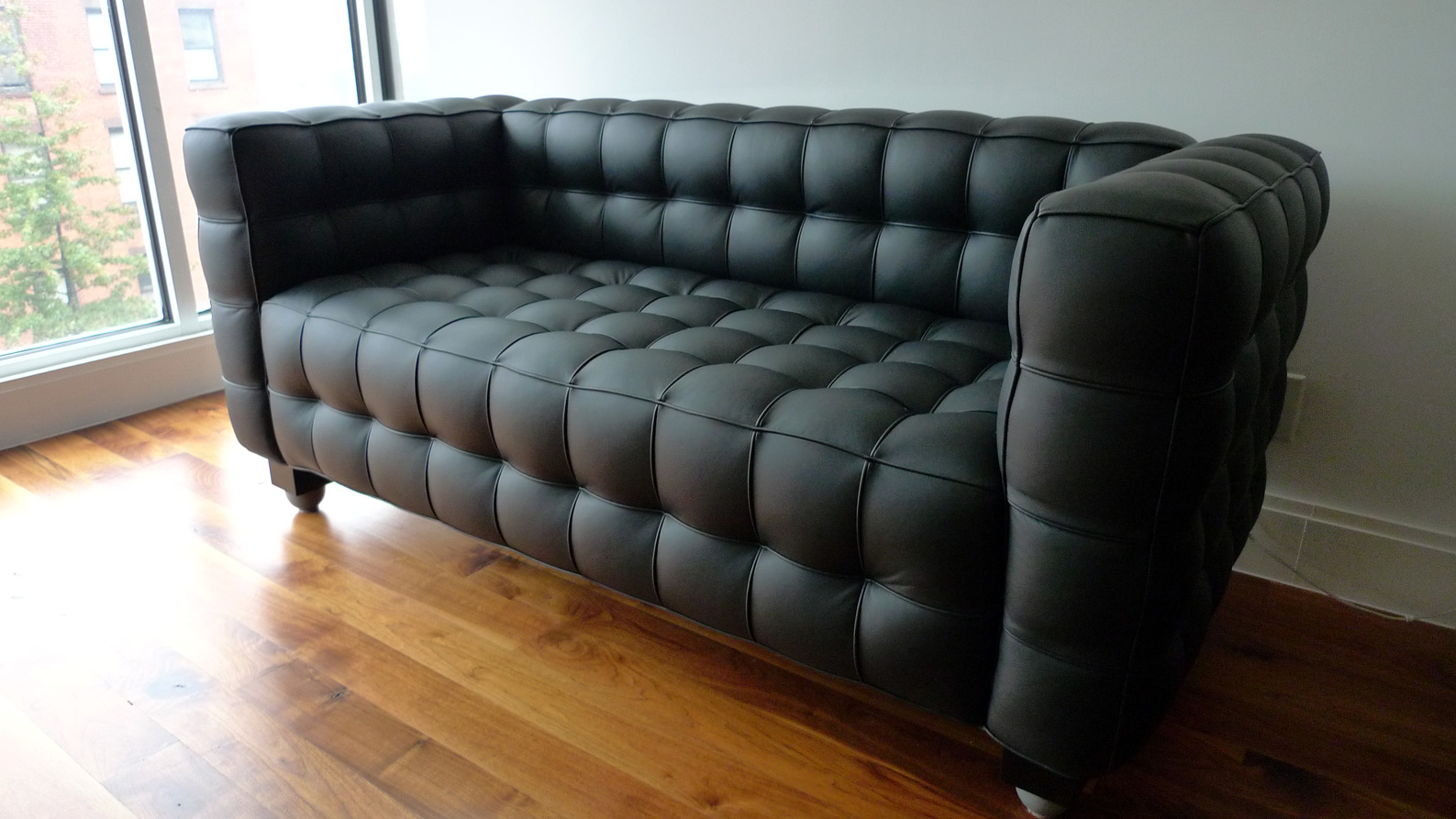
Сучасний дизайн софи Kubus у стилі Йозефа Гофмана

Софа́ (від араб. صف — «лава» або «килим») — м'який широкий диван з підлокітниками і спинкою, розташованими на одній висоті. У Європі софа відома з XVII ст., куди прийшла з Османської імперії. Софа була атрибутом аристократичних віталень, призначалася для денного відпочинку в стані сидячи. Каркас софи робили з цінних порід дерева, оббивку — з шовку чи шкіри, а знімні подушки набивали овечою вовною або кінським волосом.